# Pierre Thierry
Pierre Thierry (Sérent, 31 mei 2003) is een Frans wielrenner.

## Carrière
Als tweedejaars junior werd Thierry, achter Romain Grégoire, tweede op het nationale kampioenschap tijdrijden. Op het Europese kampioenschap eindigde hij op plek 23 in diezelfde discipline.
In 2022 werd Thierry onder meer vierde in het eindklassement van de Kreiz Breizh Elites en zesde in Parijs-Tours voor beloften. Tijdens een stageperiode bij Team Arkéa Samsic nam hij deel aan enkele eendagskoersen in Frankrijk en België. In 2023 won hij een etappe in de Kreiz Breizh Elites en werd hij derde in de openingsrit van de Ronde van de Toekomst. Begin september van dat jaar was hij de beste in de Grote Prijs van Plouay.
In 2024 maakte Thierry de overstap naar de opleidingsploeg van Arkéa-B&B Hotels. Dat voorjaar reed hij al enkele koersen namens de hoofdmacht, voordat hij per 1 september werd overgeheveld naar het WorldTeam. In april 2025 maakte hij zijn debuut in een Monument, toen hij aan de start stond van de Ronde van Vlaanderen.

## Palmares

### Overwinningen
2022
Jongerenklassement Kreiz Breizh Elites
2023
4e etappe Kreiz Breizh Elites
Jongerenklassement Kreiz Breizh Elites
Grote Prijs van Plouay

### Resultaten in voornaamste wedstrijden
| Jaar | Gent-Wevelgem | Ronde van Vlaanderen | Parijs-Roubaix |
| ---- | ------------- | -------------------- | -------------- |
| 2025 | opgave        | opgave               | 113e           |

## Ploegen
- 2022 –  Team Arkéa Samsic (stagiair vanaf 1 augustus)
- 2024 –  Arkéa-B&B Hotels Continentale (tot 31 augustus)
- 2024 –  Arkéa-B&B Hotels (vanaf 1 september)
- 2025 –  Arkéa-B&B Hotels

Anacona · Barguil · Barré (vanaf 1/8) · Bouet · Bouhanni · Capiot · Declercq · Delaplace · Edet · Flórez · Gesbert · Grondin · Guernalec · Guglielmi · Hardy · Hofstetter · Ledanois · Louvel · McLay · Noppe · Owsian · Pajur · Pichon · D. Quintana · N. Quintana · Ries · Riou · Russo · Swift · Vauquelin · Verre · Clynhens (stagiair) · Costiou (stagiair) · Thierry (stagiair)
Albanese · Barré · Biermans · Capiot · Champoussin · Costiou · Dekker · Delaplace · Démare · García Pierna · Gesbert · Grondin · Guernalec · Guglielmi · Huys · Le Berre · Ledanois(tot 15/8) · Louvel · McLay · Mozzato · Owsian · Ries · Riou · Rodríguez · Scotson · Sénéchal · Thierry (vanaf 1/9) · Vauquelin · Venturini · Verre
Biermans · Capiot · Costiou · Delaplace · Démare · Epis · García Pierna · Gesbert · Grondin · T. Guernalec · V. Guernalec · Guglielmi · Huys · Le Berre · Lozouet · Mozzato · Ries · Rodríguez · Rouland · Scotson · Sénéchal · Svestad-Bårdseng · Thierry · Tjøtta · Vauquelin · Venturini · Verre